# (1595) Tanga
(1595) Tanga – planetoida z pasa głównego asteroid okrążająca Słońce w ciągu 4 lat i 110 dni w średniej odległości 2,64 au. Została odkryta 19 czerwca 1930 roku w Union Observatory w Johannesburgu przez Cyrila Jacksona i Harry’ego Wooda. Nazwa planetoidy pochodzi od miasta Tanga w Tanzanii. Przed nadaniem nazwy planetoida nosiła oznaczenie tymczasowe (1595) 1930 ME.